# Pseuderanthemum dawei
Pseuderanthemum dawei är en akantusväxtart som beskrevs av William Bertram Turrill. Pseuderanthemum dawei ingår i släktet Pseuderanthemum och familjen akantusväxter. Inga underarter finns listade i Catalogue of Life.